# La Troba Kung-Fú
La Troba Kung-Fú es un grupo musical catalán procedente de Barcelona, basado en la rumba, la cual fusionan con ritmos diversos. Su fundador Joan Garriga lo formó años después de la separación de Dusminguet.

## Discografía
- Clavell morenet (Chesapik, 2007)
- Rumbia at Ernesto's, 2009
- A la panxa del Bou (Chesapik, 2010)
- Santalegria (Chesapik, 2013)

El primer disco, Clavell Morenet, fue publicado a la par con una gaceta electrónica y está disponible para su descarga en mp3 de alta calidad de forma gratuita. Derivado de esta estrategia, y de la autoproducción del disco, Joan Garriga fue reconocido con el Premio Ciudad de Barcelona en 2007.

## Integrantes
- Joan Garriga - Acordeón y voz principal
- Pep Terricabras - Batería
- Flor Inza - Percusiones
- Luis Arcos - Guitarra
- Marià Roch - Bajo
- Muchacho - Guitarra Flamenca y coros
- Toti Arimany - Dubber